# Rosemary Sutcliff
Rosemary Sutcliff (East o West Clandon, 14 dicembre 1920 – Chichester, 23 luglio 1992) è stata una scrittrice britannica.

## Premi
Il suo The mark of the horse lord ha vinto il primo premio Phoenix nel 1985. Lo stesso premio è stato assegnato a un'altra sua opera, The shining company, nel 2010.
Dal libro L'aquila della IX legione (1954) è stato tratto il film The Eagle (2011).